# Ivana Towerska
Pogledajte također "Ivana Engleska" i "Ivana, kraljica Škotske".
Ivana Engleska (London, Engleska, 5. srpnja 1321. – 7. rujna 1362.), engleska princeza i škotska kraljica i supruga kralja Davida II. Škotskog. Rođena je u Toweru, po čemu je dobila nadimak.

## Životopis
Ivana je bila kćer engleskog kralja Eduarda II., i kraljice Izabele Francuske; unuka Edvarda I. i Filipa IV. te sestra Eduarda III., koji ju je 17. srpnja 1328. godine vjenčao za kralja Davida Škotskog, s kojim nije imala djece.
Bila je bliska sa svojom majkom. Umrla je u Hertfordshireu, a pokopana je u Londonu.